# Oxydesmus valdaui
Oxydesmus valdaui är en mångfotingart som beskrevs av Carl Oscar von Porat 1893. Oxydesmus valdaui ingår i släktet Oxydesmus och familjen Oxydesmidae. Utöver nominatformen finns också underarten O. v. multituberculatus.